# Laura Lynn

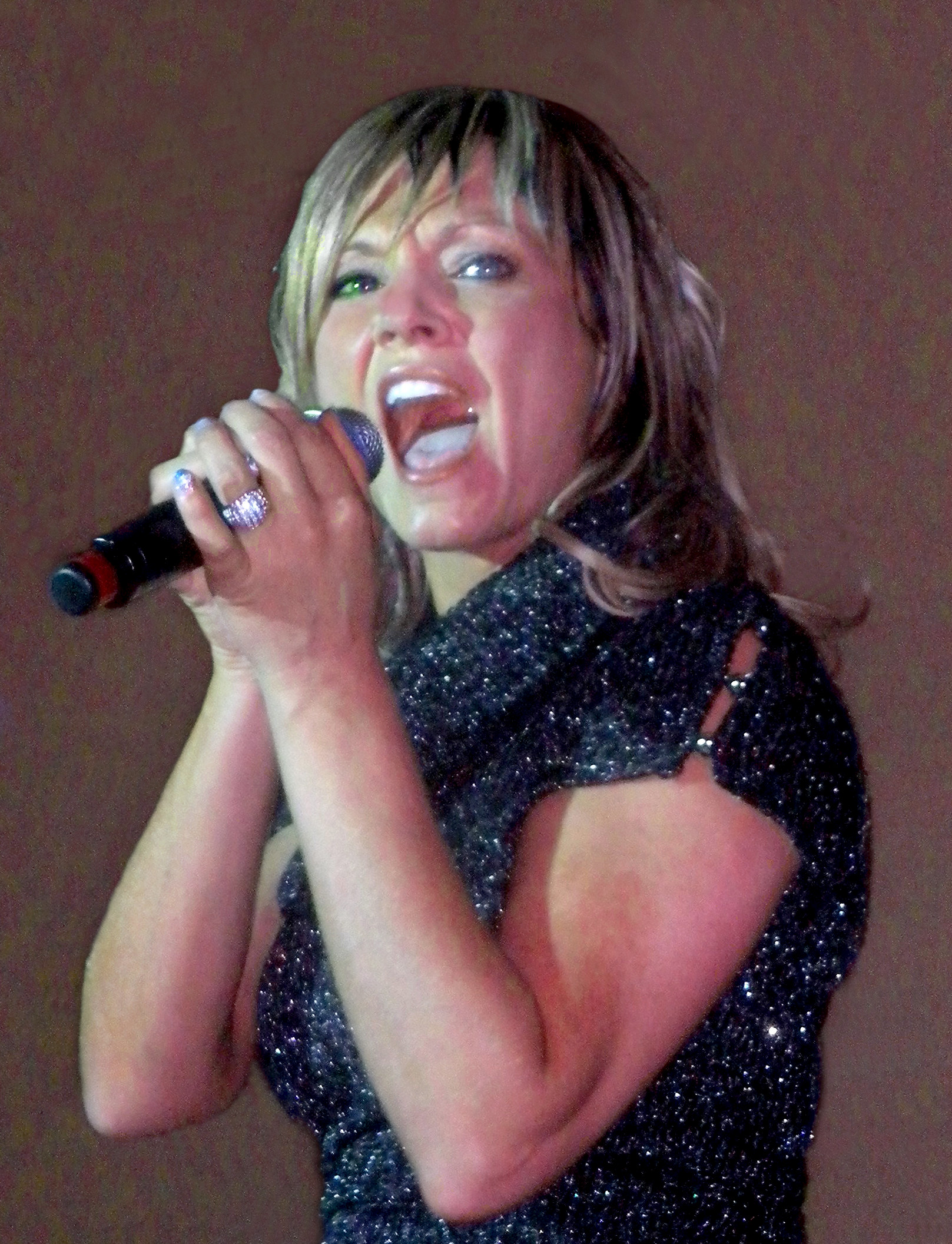
Laura Lynn 2009

Laura Lynn (* 18. Juni 1976 in Ardooie; eigentlicher Name Sabrina Tack) ist eine belgische Schlagersängerin.

## Biografie
Laura Lynn stammt aus einer musikalischen Familie und schon ihre Eltern und Großeltern standen auf der Bühne. Sie absolvierte unter anderem eine dreijährige Ausbildung an der Showbizzschool Oostende. Ihren Durchbruch als Sängerin hatte sie 2005 mit ihrer ersten Single Je hebt me 1000 maal belogen. Das Lied war vier Jahre zuvor ein Hit der deutschen Schlagersängerin Andrea Berg gewesen. Laura Lynn erreichte Platz zwei der belgischen Charts und wurde mit Gold ausgezeichnet. Noch erfolgreicher war das Debütalbum Dromen, das im Sommer sieben Wochen und um Weihnachten 2015 als Bonus-Version noch einmal sechs Wochen an der Spitze der Charts stand. Über 90.000 Exemplare wurden in Belgien verkauft. Auch in den Niederlanden war sie erfolgreich und für Südafrika nahm sie eine Version in Afrikaans auf.
Für ihr zweites Album, das nicht einmal ein Jahr später veröffentlicht wurde, nahm Lynn erneut eine Coverversion auf: eine niederländische Version des Schlagerklassikers Arrivederci Hans, 1968 ein Hit für Rita Pavone. Es war aber die zweite Albumauskopplung Jij bent de mooiste, die ihr ihren ersten Nummer-eins-Hit in den Singlecharts brachte. Auch das Album Voor jou erreichte wieder Platz eins und blieb ebenso wie der Vorgänger über ein Jahr in den Top 100 der Ultratop-Charts. Das dritte Album Goud hielt sich zwar nicht so lange, brachte ihr aber zusammen mit der Single Dans je de hele nacht met mij zwei weitere Nummer-eins-Platzierungen.
Für das vierte Album in vier Jahren tat sich die Belgierin mit dem niederländischen Schlagersänger Frans Bauer zusammen. Ihr Duettalbum brachte sie zum vierten Mal an die Spitze der Albumcharts und die Lieder Kom dans met mij und Al duurt de nacht tot morgenvroeg waren Nummer-eins-Platzierung drei und vier bei den Singles. Kom dans met mij war außerdem die zweite Gold-Single für Lynn. Trotz der grenzübergreifenden Zusammenarbeit konnte sich das Album wie schon der Vorgänger in den Niederlanden nicht in den Charts platzieren.
Damit endete auch die erfolgreichste Zeit der Schlagersängerin. Die Alben In vuur & vlam und Eindeloos verfehlten in den beiden folgenden Jahren Platz eins und erreichten auch keine Platinauszeichnungen mehr wie die Vorgänger. Die Doppelsingle We dansen de Zumba / Als liefde vleugels had brachte ihr 2010 die letzte Top-Ten-Platzierung in den Singlecharts. 2011 erschien erstmals kein neues Album, dafür gab es ein Best-of-Doppelalbum zusammen mit Frans Bauer, das neben den Solohits der beiden noch die drei erfolgreichsten Lieder des Duetten-Albums von 2008 enthielt.
Ein neues Duett mit Matthias Lens als Partner erschien Ende 2011: De kusjesdans ist eine Coverversion eines kleineren Hits von Paul Severs aus dem Jahr 1985. Es wurde bekannt, dass Lens, der bis dahin eine Hälfte des Akkordeonduos The Sunsets gewesen war, auch ihr Lebensgefährte ist. 2012 brachte Laura Lynn ihre gemeinsame Tochter zur Welt. Kurz darauf erschien ihr siebtes Studioalbum Dat goed gevoel, das auf Platz 6 der Charts kam.
Das nächste Album Jij en ik erschien Anfang Oktober 2014. Zwar brachte es ihr die neunte Top-Ten-Platzierung in den Albumcharts in Folge, aber es war das erste Album, bei dem keine Liedauskopplung in die Singlecharts kam. Auch der Titelsong, die niederländische Version von Atemlos durch die Nacht von Helene Fischer – in Deutschland und Österreich der Hit des Jahres –, schaffte es nicht in die Charts.

## Diskografie

### Alben
| Jahr | Titel           | Höchstplatzierung, Gesamtwochen, AuszeichnungChartplatzierungen (Jahr, Titel, Platzierungen, Wochen, Auszeichnungen, Anmerkungen) | Höchstplatzierung, Gesamtwochen, AuszeichnungChartplatzierungen (Jahr, Titel, Platzierungen, Wochen, Auszeichnungen, Anmerkungen) | Anmerkungen                                                                    |
| Jahr | Titel           | BEF | NL | Anmerkungen                                                                    |
| ---- | --------------- | --- | --- | ------------------------------------------------------------------------------ |
| 2005 | Dromen          | BEF1 ×3Dreifachplatin · (68 Wo.)BEF                                                                                               | NL23 (15 Wo.)NL |                                                                                |
| 2006 | Voor jou        | BEF1 ×2Doppelplatin · (59 Wo.)BEF                                                                                                 | NL92 (1 Wo.)NL |                                                                                |
| 2007 | Goud (van hier) | BEF1 Platin · (35 Wo.)BEF | — |                                                                                |
| 2008 | Duetten         | BEF1 ×2Doppelplatin · (26 Wo.)BEF                                                                                                 | — | mit Frans Bauer                                                                |
| 2009 | In vuur & vlam  | BEF7 Gold · (20 Wo.)BEF | — |                                                                                |
| 2010 | Eindeloos       | BEF4 (15 Wo.)BEF | — |                                                                                |
| 2011 | Back to Back    | BEF10 (16 Wo.)BEF | — | Doppel-Best-of-Album mit Solohits und drei gemeinsamen Duetten mit Frans Bauer |
| 2012 | Dat goed gevoel | BEF6 (21 Wo.)BEF | — |                                                                                |
| 2014 | Jij en ik       | BEF8 Gold · (12 Wo.)BEF | — |                                                                                |
| 2018 | Country         | BEF1 (10 Wo.)BEF | — |                                                                                |
| 2020 | Country 2       | BEF11 (28 Wo.)BEF | — |                                                                                |

### Singles
| Jahr | Titel Album                                    | Höchstplatzierung, Gesamtwochen, AuszeichnungChartsChartplatzierungen (Jahr, Titel, Album, Platzierungen, Wochen, Auszeichnungen, Anmerkungen) | Anmerkungen                                                               |
| Jahr | Titel Album                                    | BEF | Anmerkungen                                                               |
| ---- | ---------------------------------------------- | --- | ------------------------------------------------------------------------- |
| 2005 | Je hebt me 1000 maal belogen Dromen            | BEF2 Gold · (26 Wo.)BEF | Original: Du hast mich tausendmal belogen von Andrea Berg                 |
| 2005 | Jij doet de wolken verdwijnen Dromen           | BEF10 (10 Wo.)BEF |                                                                           |
| 2005 | Stille dromen Dromen                           | BEF15 (9 Wo.)BEF | i.s.m. Kinderkoor De Wielewaaltjes                                        |
| 2006 | Arrivederci Hans Voor jou                      | BEF5 (15 Wo.)BEF | Original: Arrivederci Hans / Rita Pavone                                  |
| 2006 | Jij bent de mooiste Voor jou                   | BEF1 (13 Wo.)BEF |                                                                           |
| 2006 | Rode rozen in de sneeuw Voor jou               | BEF5 (11 Wo.)BEF | Original: Marva (1975) mit Marva                                          |
| 2007 | Vlinders in je buik Voor jou                   | BEF2 (8 Wo.)BEF |                                                                           |
| 2007 | Dans je de hele nacht met mij Goud (van hier)  | BEF1 (11 Wo.)BEF | Original: Marriage, French Style von Burt Bacharach                       |
| 2007 | Hasta la vista mañana Goud (van hier)          | BEF6 (5 Wo.)BEF | Original: Cindy (1973)                                                    |
| 2007 | Kom dans met mij Duetten                       | BEF1 Gold · (15 Wo.)BEF | mit Frans Bauer                                                           |
| 2008 | Al duurt de nacht tot morgenvroeg Duetten      | BEF1 (10 Wo.)BEF | mit Frans Bauer                                                           |
| 2008 | Als ik de lichtjes in jouw ogen zie Duetten    | BEF3 (6 Wo.)BEF | mit Frans Bauer                                                           |
| 2008 | Las Vegas –                                    | BEF11 (6 Wo.)BEF | Original: Las Vegas von Tony Christie                                     |
| 2009 | Oh wat een dag! In vuur & vlam                 | BEF11 (4 Wo.)BEF |                                                                           |
| 2009 | In vuur & vlam                                 | BEF25 (4 Wo.)BEF |                                                                           |
| 2010 | We dansen de Zumba / Als liefde vleugels had – | BEF6 (4 Wo.)BEF |                                                                           |
| 2010 | Met jou samen leven Eindeloos                  | BEF12 (4 Wo.)BEF | Original: Ich will immer wieder … dieses Fieber spür’n von Helene Fischer |
| 2010 | Wat heb jij met mij gedaan? Eindeloos          | BEF15 (5 Wo.)BEF | Original: Was hast du mit mir gemacht von Josefin Rosenberg               |
| 2011 | Naar de kermis! Eindeloos                      | BEF11 (6 Wo.)BEF | mit De Romeo’s                                                            |
| 2011 | De kusjesdans Dat goed gevoel                  | BEF25 (5 Wo.)BEF | Original: Paul Severs (1985) mit Matthias Lens                            |
| 2012 | Maar met Vlaamse meisjes Dat goed gevoel       | BEF35 (2 Wo.)BEF | Original: Die Maschen der Mädchen von Chris Roberts                       |
| 2012 | Parapapa Dat goed gevoel                       | BEF44 (3 Wo.)BEF | Original: Rap das Armas von Cidinho & Doca                                |

Weitere Singles
- Wij vieren feest! (2012)
- Hup faldera (2013)
- Blijf in m’n armen vannacht (2013)
- Jij en ik (2014)
- Diep in je ogen (mit Luc Steeno, 2014)
- We feesten heel de nacht (2014) (Original: Anna-Maria Zimmermann)
- Dans (2014)
- Hemelsblauwe Ogen (2017) (Original: Anna-Maria Zimmermann)